# Воробйово (Венгеровський район)
Воробйово (рос. Воробьёво) — село у Венгеровському районі Новосибірської області Російської Федерації.
Входить до складу муніципального утворення Воробйовська сільрада. Населення становить 518 осіб (2010).

## Історія
Згідно із законом від 2 червня 2004 року органом місцевого самоврядування є Воробйовська сільрада.

## Населення
| 2002 | 2007 | 2010 | 2012 | 2013 | 2014 | 2015 |
| ---- | ---- | ---- | ---- | ---- | ---- | ---- |
| 710  | ↘660 | ↘586 | ↘563 | ↘541 | ↗567 | ↘558 |
| 2016 | 2017 |      |      |      |      |      |
| ↘548 | ↘518 |      |      |      |      |      |